# 克朗代克

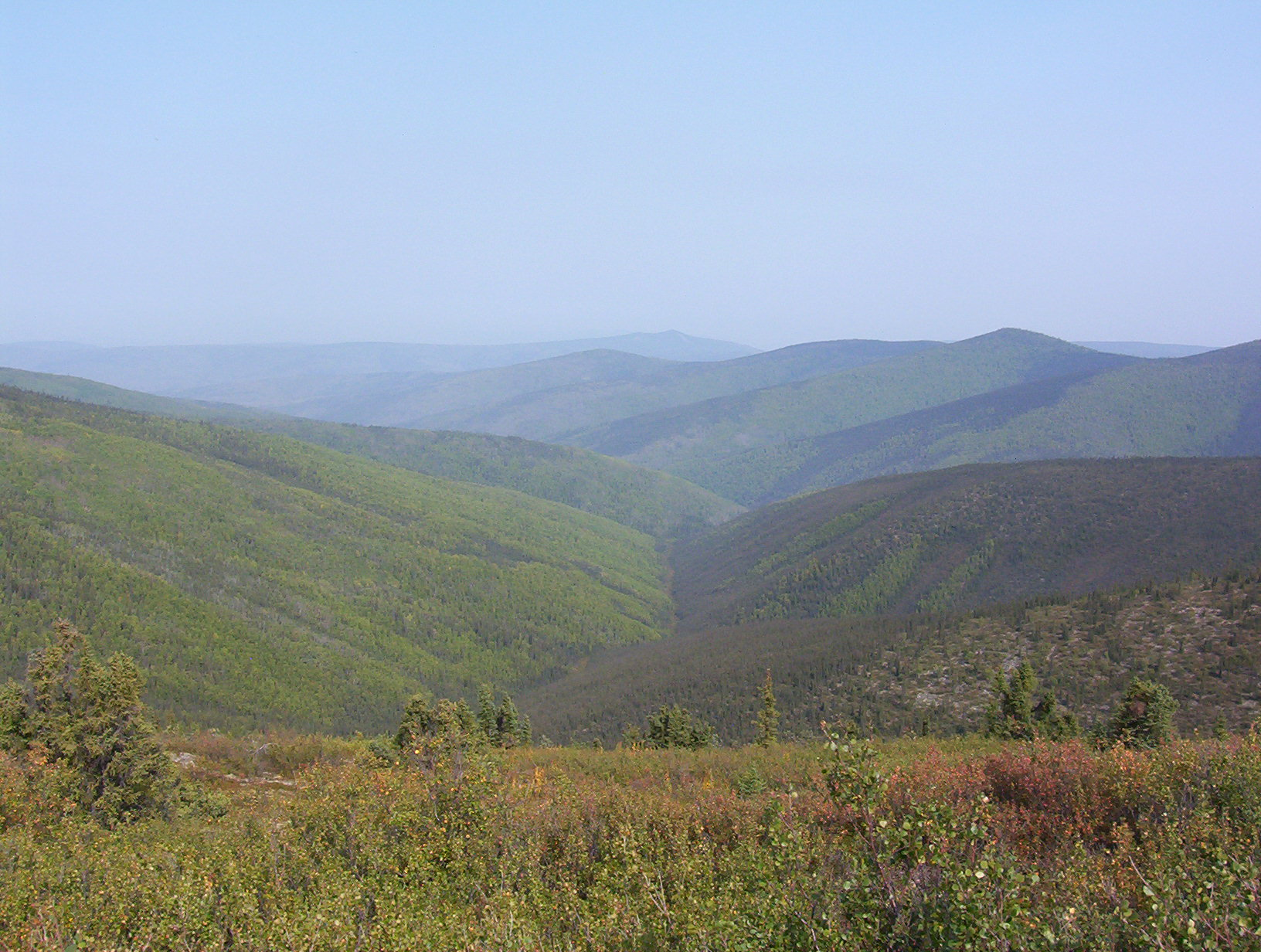
克朗代克的亨克溪山谷

克朗代克（英语：Klondike 或 Clondike，來自haa Tr'ondëk，意即：“锤石水”）是加拿大西北部育空地区的一个地区，位于阿拉斯加以东。位于克朗代克河畔，该河是育空河的一条小支流，在道森市注入育空河。
该地区仅仅是一个非正式的地理区域，并没有对地域起到任何行政区划的作用。它位于Trʼondëk Hwëchʼ第一民族的传统领土内。
克朗代克因1897年到1898年的克朗代克淘金热而知名。在该地区，除了在1960年代末和1970年代初的短暂停工外，金矿一直在持续开采。 
64°03′45″N 139°25′50″W / 64.0625°N 139.43055555556°W